# پستاندارسان‌ها
پستاندارسان‌ها (به لاتین: Mammaliaformes) یک کلاد است که شامل پستانداران گروه تاج و نزدیک‌ترین خویشاوندان منقرض‌شده آن‌ها است. این گروه از سگ‌دندانهای پیشروآرواره‌های قبلی واگرا شدند این به عنوان کلاد منشأ گرفته از جدیدترین جد مشترک مورگان‌دندان‌سانان و پستانداران گروه تاج تعریف می‌شود. دومی کلادی است که از جدیدترین جد مشترک موجود تک‌سوراخ‌سانان، کیسه‌داران و جفت‌داران سرچشمه می‌گیرد. علاوه بر مورگان‌دندان‌سانان و پستانداران گروه تاج، پستاندارسان‌ها شامل تیرک‌دندان‌سانان و Hadrocodium و همچنین Tikitherium تریاسی، نخستین عضو شناخته‌شده این گروه است.
پستاندارسان‌ها یک اصطلاح نام‌گذاری تبارشناختی است. در مقابل، انتساب ارگانیسم‌ها به Mammalia به‌طور سنتی بر اساس صفات است و بر این اساس، Mammalia کمی فراگیرتر از پستاندارسان‌ها است. به‌طور خاص، طبقه‌بندی مبتنی بر صفت به‌طور کلی شامل Adelobasileus و قیف‌دندان چینی در Mammalia است، اگرچه آنها خارج از تعریف پستاندارسان‌ها جای می‌گیرند. این سرده‌ها در کلاد وسیع‌تر Mammaliamorpha قرار می‌گیرند که از نظر تبارشناختی به عنوان کلاد منشأ آخرین جد مشترک سه‌تکمه‌دندانان و پستانداران گروه تاج تعریف می‌شوند. این گروه وسیع‌تر شامل خانواده‌هایی است که طبقه‌بندی مبتنی بر صفت در پستانداران شامل Tritylodontidae و برزیل‌دندانان نمی‌شود.
جانوران در کلاد Mammaliaformes اغلب بدون e ,Mammaliaforms نوشته می‌شوند. گاهی نیز از املای Mammaliforms استفاده می‌شود. با یافته‌های گسترده در رخنمون‌های ژوراسیک پسین پرتغال و چین، منشأ پستانداران گروه تاج به دوره ژوراسیک بازمی‌گردد. نخستین نمونه‌های تاییدشده از خز در آنها یافت شد که نشان می‌دهد اجداد پستانداران قبلاً خز ایجاد کرده بودند.